# Emplectita
L'emplectita és un mineral de la classe dels sulfurs que pertany al grup de la calcostibita. Rep el nom del grec emplektos, trenat, degut a l'associació íntima amb quars a la localitat tipus, la mina Tannenbaum, Antonsthal, Districte de Breitenbrunn, Muntanyes Metal·líferes, Saxònia, Alemanya, on va ser descoberta l'any 1817.

## Característiques
L'emplectita és un mineral sulfosal, de la classe dels sulfurs, amb fórmula CuBiS₂. Cristal·litza en el sistema ortoròmbic formant cristalls prismàtics, estriats en {001}, i aplanats en {010}. La seva duresa a l'escala de Mohs és de 2, amb una fractura desigual i una exfoliació perfecta en {010}.
Segons la classificació de Nickel-Strunz, l'emplectita pertany a «02.HA: Sulfosals de l'arquetip SnS, Amb Cu, Ag, Fe (sense Pb)» juntament amb els següents minerals: calcostibita, miargirita, berthierita, garavellita, clerita, aramayoïta i baumstarkita.

## Formació i jaciments
Es forma en filons hidrotermals a temperatura moderada. Sol trobar-se associada a altres minerals com: calcopirita, pirita, esfalerita, molibdenita, quars, fluorita, tetraedrita-tennantita, luzonita, famatinita, pirita, mawsonita, nekrasovita, laitakarita, bismut, calcita, quars i barita.